# Beöthy Tamás
Beöthy Tamás (Budapest, 1927. február 15. – 2015. február 11.) jezsuita szerzetes.

## Tanulmányai
1945-ben érettségizett a gödöllői premontrei gimnáziumban, majd a műszaki egyetem építészmérnöki karán tanult. Itt ismerte meg az illegalitásban működő Szabó József Mizsef jezsuita egyetemi lelkészt. 1953. szeptember 14-én titokban lett novícius.
1950-ben kapta meg építészmérnöki diplomáját, ezután hat évig dolgozott építészként. Az 1956-os forradalmi tevékenysége miatt december 8-ról 9-re virradó éjjel külföldre távozott. A határon ugyan elfogták, de megszökött az őrszobáról és Ausztriába menekült.
Szerzetesi fogadalmait is ott tette le 1957. július 31-én.
1958-tól 1960-ig az írországi Tullamore-ban végezte a filozófiát, majd 1961–1964 között Dublinban a teológiát. Ott szentelték pappá 1963. július 31-én. Utolsó képzését, a terciát 1964–65-ben Münsterben folytatta. Ünnepélyes fogadalmait 1971-ben Kanadában tette le.

## Papi működése
1965-től Amerikában élt. Először németet tanított Rochesterben (New York állam), majd 1967–68-ban a kanadai Hamiltonban káplánként szolgált. 1968-tól 1979-ig Courtlandon (Ontario) kápláni, majd plébánosi kinevezést kapott. 1980–1989 között Londonban (Ontario), a St. Mary-kórházban lelkészként dolgozott, eközben 1985-ben Smiths Fallsban klinikai gyakorlatot is szerzett. A kanadai másod-harmad generációs magyaroknak szervezett programokat, cserkészetet, szombati magyar iskolát.
1989-ben a rendszerváltáskor visszatért Magyarországra. Először a kalocsai Szent István-templomban volt káplán, majd 1992-ben Budapestre költözött. Rendszeresen járta Magyarországot, Erdélyt, Felvidéket, Délvidéket. Lelkigyakorlatokat tartott, Házas Hétvégéket vezetett. Kiemelt szerepet játszott a Cursillo lelkiség elterjesztésében és működtetésében. 1991. július 5-től 2007-ig az Esztergom-Budapesti főegyházmegyében a Cursillo Mozgalom lelki vezetője volt.
Hosszú betegség után 2015. február 11-én hunyt el.